# باريمرجان نيجي
باريمارجان نيجي (من مواليد 9 فبراير 1993)، لاعب شطرنج هندي محترف وأستاذ كبير. حصل على لقب الاستاذ الكبير عام 2006 بعمر 13 عامًا و 4 أشهر و 20 يومًا، مما جعله ثاني أصغر لاعب في التاريخ في ذلك الوقت. اعتبارًا من يوليو 2021، أصبح سابع أصغر لاعب يحقق هذا الإنجاز.
نيجي هو أصغر أستاذ صغير في تاريخ الهند وثاني أصغر أستاذ كبير في تاريخ العام بعد سيرغي كارياكن.
منحته الحكومة الهندية جائزة أرجونا سنة 2010 لأفضل إنجاز رياضي وطني، في سبتمبر 2009 احتل المركز الخامس في الهند بتصنيف إيلو بتصنيف قدره 2615، غير انه اعتزل اللعب الاحترافي للشطرنج سنة 2014.

## حياته
التحق باريمارجان نيجي بمدرسة أميتي الدولية في نيودلهي. تخرج بعد ذلك من جامعة ستانفورد في تخصص الرياضيات في عام 2018. اعتبارًا من يوليو 2021، أصبح طالب دكتوراه في مختبر علوم الكمبيوتر والذكاء الاصطناعي في معهد ماساتشوستس للتكنولوجيا.

## حصوله على اللقب
في 2005 أصبح أصغر أستاذ دولي في التاريخ بعد أن حصل على ثالث وآخر معايير لقب الأستاذ الدولي في بطولة سورت الدولية المفتوحة بإسبانيا.
في 6 يناير 2006 حصل على ثاني معايير لقب الأستاذ الكبير في بطولة هاستينغ وحصل على 6/10 بتصنيف قدره 2568 وأنهى البطولة في المرتبة 16 وعمره 12 سنة، 10 أشهر و 29 يوم.
في 1 يوليو 2006 أصبح ثاني أصغر أستاذ كبير في التاريخ بعد حصوله على المعيار الثالث في بطولة ساتكا في روسيا بعد تعادله مع رسلان شيرباكوف وحصل على 6/9 نقاط.

## روابط خارجية
- باريمرجان نيجي على موقع الاتحاد الدولي للشطرنج (الإنجليزية)
- باريمرجان نيجي على موقع مباريات الشطرنج (الإنجليزية)
- باريمرجان نيجي على موقع 365Chess.com (الإنجليزية)
- باريمرجان نيجي على موقع Chesstempo.com (الإنجليزية)
- باريمرجان نيجي على موقع الاتحاد الأمريكي للشطرنج (الإنجليزية)
- باريمرجان نيجي سجل أولمبياد الشطرنج على موقع OlimpBase.org (الإنجليزية)

- باريمرجان نيجي في موقع ألعاب الشطرنج
- باريمرجان نيجي في موقع الاتحاد الدولي للشطرنج
- باريمرجان نيجي في موقع chess.com